# Bitwa pod Chotusicami
Bitwa pod Chotusicami – starcie zbrojne, które miało miejsce 17 maja 1742 podczas pierwszej wojny śląskiej, będącej jednym z frontów wojny o sukcesję austriacką. 
W drodze z Moraw do Czech książę Karol Lotaryński zamierzał wykorzystać sytuację, w której doszło do rozdzielenia sił pruskich na dowodzoną przez króla Fryderyka II awangardę (ok. 10 tys. żołnierzy) oraz siły główne (28 tys. ludzi), znajdujące się pod komendą księcia von Anhalt-Dessau. Właśnie to zgrupowanie, która 17 maja około 2:00 w nocy dotarła w rejon Chotusic i rozłożyła się tam obozem, miała stać się celem nocnego ataku austriackiego. Z uwagi na trudne warunki terenowe, w szeregach austriackich nastąpiło opóźnienie i do walki doszło dopiero po świcie. Z kolei król pruski, zdając sobie sprawę z niebezpieczeństwa, o 4 rano podjął marsz w kierunku pola bitwy.
Starcie, do którego doszło między Chotusicami a  Čáslaviem, nastąpiło niespodziewanie dla obydwu stron. Siły przeciwników były zbliżone, jednakże Prusacy posiadali przewagę w artylerii. Gwałtowny przebieg starcia spowodował, że realizacja założonych wcześniej koncepcji taktycznych stała się niemożliwa. Wraz z rozwojem sytuacji na polu bitwy do walki włączały się kolejne oddziały obydwu armii.
Siły pruskie zgrupowane były w dwa skrzydła, osłaniane przez 35 szwadronów kawalerii. W sytuacji nieoczekiwanego boju pierwsza do ataku przystąpiła pruska kawaleria, a w ślad za nią główny atak rozpoczęła pruska piechota w sile 35 batalionów. Pruski generał porucznik Wilhelm Dietrich von Buddenbrock (prawe skrzydło pruskie) otrzymał rozkaz uderzenia na lewe skrzydło Austriaków, jednak uległ przewadze austriackich regimentów kirasjerów i dragonów, i  został zmuszony do odwrotu. Oddziały Waldowa na lewym skrzydle pruskim zaatakowały idących naprzód Austriaków, przebijając się przez ich linie. Z kolei w pobliżu Chotusic w kleszcze austriackie dostał się książę Leopold wraz ze swymi 12 batalionami piechoty. Prusacy dzielnie odpierali ataki Austriaków, lecz wkrótce zostali niemal całkowicie unicestwieni ogniem artylerii przeciwnika.

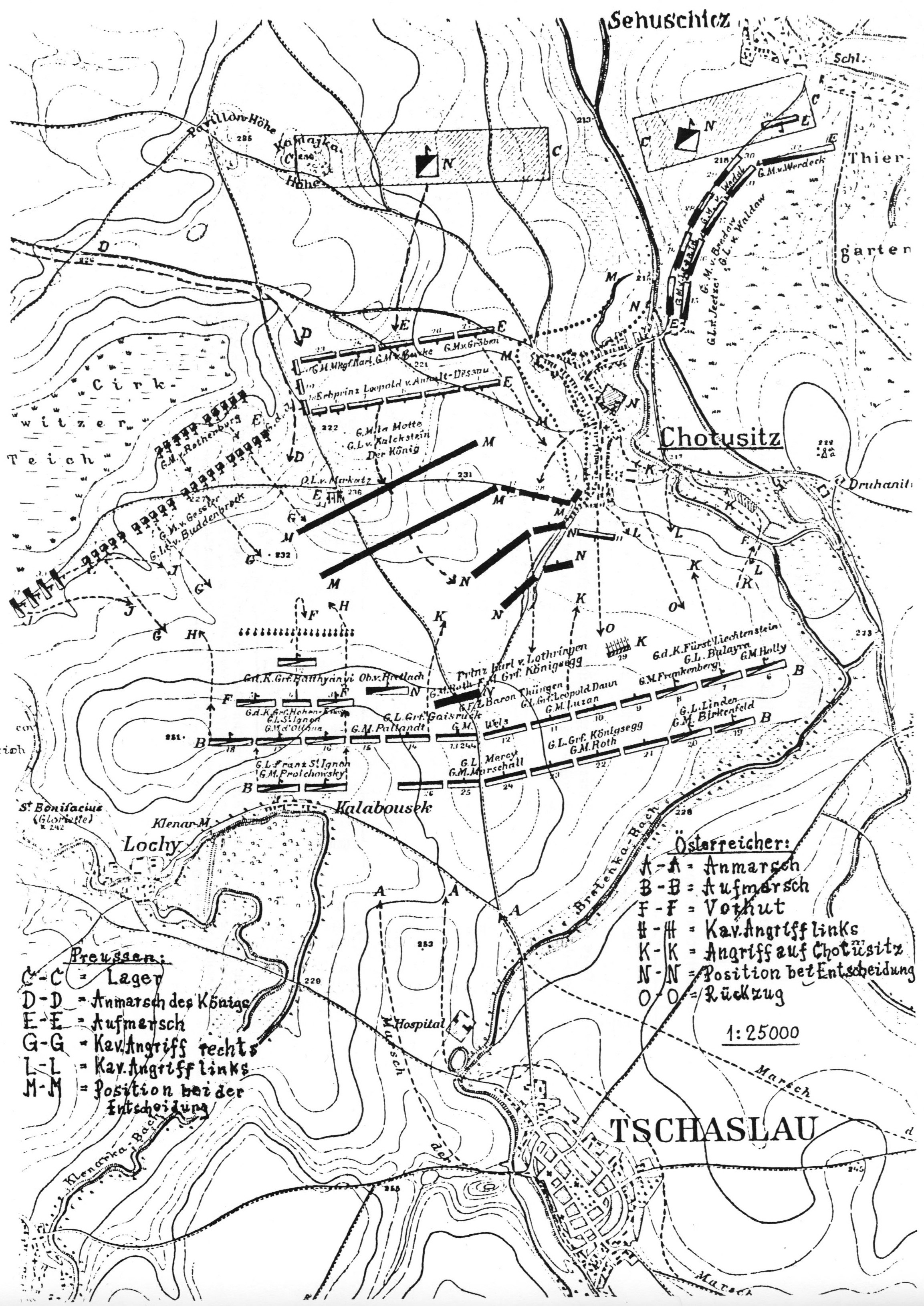
Bitwa pod Chotusicami

W ostatniej fazie bitwy do boju przystąpiły 23 pruskie bataliony piechoty pod osobistym dowództwem króla pruskiego, które zamierzały odciąć Austriaków od drogi do Čáslavia. Morderczy ogień pruskich muszkietów spowodował paniczną ucieczkę Austriaków z pola bitwy. Starcie skończyło się około godziny 11:00 zwycięstwem Prusaków, którzy nie podjęli pościgu za uciekającymi Austriakami.
W opinii historyków zwycięstwo to Prusacy zawdzięczali nie tyle wyższości taktycznej (Fryderyk II nie panował jeszcze w pełni na dowodzeniem), co dyscyplinie swoich oddziałów. Wygrana bitwa umocniła jednak pozycję Prus w prowadzonych rokowaniach pokojowych i przesądziła o zawarciu 11 czerwca 1742 separatystycznego pokoju wrocławskiego między Prusami a Austrią.